# اورلئانز (انتاریو)
اورلئانز (به انگلیسی: Orleans) یک منطقهٔ مسکونی در کانادا است که در اتاوا واقع شده‌است. اورلئانز ۱۱۶٬۶۸۸ نفر جمعیت دارد.